# Damasceno Monteiro
Manuel Salustiano Damasceno Monteiro (* 6. Mai 1818 in São Julião, Lissabon; † 1890) war ein portugiesischer Kommunalpolitiker.
Er war von 1854 bis 1858 Präsident der Câmara Municipal von Lissabon. Ein Gesundheitszentrum im Stadtteil Graça ist nach Monteiro benannt.

## Ehrungen
- 1890: Benennung der Rua Damasceno Monteiro in Lissabon

## Trivia
Der Roman Der verschwundene Kopf des Damasceno Monteiro aus dem Jahre 1997 des italienischen Schriftstellers Antonio Tabucchi hat zwar den Namen des Politikers im Titel, hat ansonsten aber nichts mit dem Menschen oder Politiker zu tun. 